# Kana: Little Sister
Kana: Little Sister (яп. 加奈～いもうと～ Kana～Imōto～) — візуальна новела, розроблена DO у 1999 році. У 2002 році поступила у продаж англійська версія від G-Collections.
У Kana: Little Sister велику увагу приділено історії, яка наповнена трагічними подіями для повного емоційного залучення гравця. Чималу роль у сюжеті грає тема інцесту. Проходження займає близько 5-10 годин.
Історія про Таку і його маленьку сестру Кану розповідається від особи самого Таки, з того моменту як Кана тільки починає вчитися у середній школі. У ході розповіді Така згадує минуле, відносини з сестрою до її вступу до школи.
Геймплей гри являє собою тип новели, в якій основний простір приділено тексту. Діалоги виводяться на підлозі — прозорій чорній плиті, під якою розташовується фон і спрайт персонажів. Такий прийом дозволяє гравцеві глибше зануритися в історію, представити себе на місці персонажів. Присутня фонова музика і звукові ефекти.
У грі представлені близько 30 розвилок. Кожен вибір впливає на сюжетну лінію, і на то яка кінцівка випаде гравцеві.
Оскільки Kana: Little Sister є ероге і містить сексуальні сцени на тему інцесту, вона продається тільки у кількох інтернет-магазинах. Через свою обмеженість, гра є відносно невідомою серед американських і європейських геймерів. Тим не менш, переклад на англійську мову все ще можна придбати через сайти, такі як Amazon.com або Jlist.com
Гра була спочатку розроблена для Windows. Mac OS версія була опублікована трохи пізніше, у 2001 році. У 2003 році Panther Software оголосила про плани випустити порт на Xbox, який був у кінцевому рахунку скасований у травні 2005 після декількох затримок.
Оригінальні версії, опубліковані DO на поточний момент зняті з продажу. Перевидання версії для Windows було випущено у 2004 році під назвою Kana…Okaeri‼ (加奈 ⋯ おかえり -! «Кана … Ласкаво просимо додому!»). Це нове видання зберігає оригінальний сюжет, але пропонує нові особливості характерів персонажів і повністю озвучене. Тим не менш, це видання не перекладено англійською.
У 2010 році гра була портована на PlayStation Portable з видаленням дорослих сцен. У цьому виданні доданий ексклюзивний контент спеціально для PSP, але у цілому гра не відрізняється від оригіналу на PC.

## Персонажі
Такамічі Тодо (藤 堂 隆 道 Тōдō Такамічі): герой оповідання, звичайний хлопчик, який піклується про свою маленьку сестричку.
Кана Тодо (藤 堂 加奈 Тōдō Кана): молодша сестра Таки, головна героїня. Проводить більшу частину часу з Такамічі. У неї є кілька друзів, і вона дуже сильно залежить від брата.
Юмі Кашима (鹿島 夕 美 Кашима Юмі): дівчина, яка відвідує ту ж школу, що і Така. Така любив її, поки між ними не стався конфлікт у п'ятому класі. Після цього інциденту ставиться до неї холодно. Вона, однак, завжди переслідує його.
Мікі Кондо (近藤 美 樹 Кондō Мікі): працює медсестрою у лікарні, в якій лікується Кана і наглядає за нею.
Юта Іто (伊藤 勇 太 Ітō Юта): однокласник Кани. Коли вони вперше зустрілися, Юту зацікавила її погана відвідуваність і сором'язливий характер. До цього моменту він уже симпатизував їй і жалкує що минулого задирав. Тепер він робить все можливе, щоб захистити Кану від хуліганів у школі, і прагне отримати дозвіл Таки, щоб зустрічатися з нею. Кана досі його не любить, хоча соромиться і мовчить в його присутності.

## Кінцівки
У грі є шість різних кінцівок. Від вибору на розвилках залежить напрямок історії і кінець. Вибір також визначає характер відносин між Каною і Такою.
Кінцівки згруповані в чотири категорії:
- «Найкраща кінцівка»: Кінцівка 1, «Найкраще прощання»
- «Нормальна кінцівка»: Кінцівка 2, «Згадуючи момент»
- «Кінцівка Юмі»: Кінцівка 3, «Вихід з лабіринту»
- «Інтелектуальні кінцівки»: Кінцівка 4, «Сніг»; Кінцівка 5, «Спогади»; і Кінцівка 6 — «Живи зараз».